# Тапоа (провінція)
Тапоа — одна з 45 провінцій Буркіна-Фасо, розташована в Східній області.
Адміністративний центр провінції — Діапага.

## Поділ
Тапоа поділяється на 8 департаментів:
- Ботту
- Діапага
- Кантчарі
- Логобу
- Намуну
- Партіага
- Тамбага
- Тансарга

12°05′ пн. ш. 1°48′ сх. д. / 12.083° пн. ш. 1.800° сх. д.
| Буркіна-Фасо | Це незавершена стаття з географії Буркіна-Фасо. Ви можете допомогти проєкту, виправивши або дописавши її. |